# Tirà crestat rogenc
El tirà crestat rogenc (Myiarchus semirufus) és un ocell de la família dels tirànids (Tyrannidae).

## Hàbitat i distribució
Habita matolls àrids i boscos àrids a la llarga de la costa nord-oest del Perú.